# Burkhard osztrák őrgróf
Burkhard a mai Ausztria alapját képző Osztrák őrgrófság első őrgrófja volt. Az őrgrófságot 996-ban említette egy dokumentum először. Burkhardról csak annyit tudunk, hogy kb. 960 és 976 között töltötte be a posztját, azelőtt, hogy I. (Babenberg) Lipót hatalomra jutott volna.